# Plymouth Gran Fury
Plymouth Gran Fury war die Bezeichnung dreier unterschiedlicher Modelle des US-amerikanischen Automobilherstellers Plymouth, die in den Jahren 1974 bis 1977, 1980 bis 1981 und 1982 bis 1989 hergestellt wurden. Die Gran Furys waren in diesen Jahren jeweils die größten Modelle der Marke Plymouth.

## Gran Fury (1975–1977)
Der Name Gran Fury erschien erstmals im Modelljahr 1975 als eigenständige Modellbezeichnung für Plymouths Full-Size-Fahrzeuge. Diese Autos waren bis 1974 als Plymouth Fury verkauft worden. Da Plymouth im Rahmen eines als Badge Shifting bezeichneten Prozesses die Bezeichnung Fury 1975 auf das zuvor Satellite genannte Mittelklassemodell übertrug, um dessen Prestige zu erhöhen, mussten die größten Fahrzeuge der Marke eine neue Bezeichnung erhalten. Die Wahl fiel auf Gran Fury. Dieser Begriff war seit 1972 für eine besonders hochwertige Ausstattungslinie der Fury-Modelle verwendet worden; ab 1975 bezeichnete er nun die gesamte Baureihe.
Der Plymouth Gran Fury der ersten Generation beruhte auf der C-Plattform des Chrysler-Konzerns. Er war technisch identisch mit den Schwestermodellen Dodge Royal Monaco, Chrysler Newport, Chrysler New Yorker und Imperial LeBaron. Der Wagen nutzte eine „Unibody“ genannte selbsttragende Karosserie, die über einen Hilfsrahmen verfügte.
Der Gran Fury war als zweitüriges Hardtop-Coupé, als viertürige Hardtop-Limousine sowie als Limousine, Coupé und Kombi mit durchgehender B-Säule lieferbar. Das Coupé und die Limousine hatten einen Radstand von 3086 mm; der Kombi nutzte dagegen wie der teurere Chrysler Town & Country einen 3150 mm langen Radstand. Die Karosserie war weitgehend identisch mit der des Dodge Royal Monaco, hatte aber im Frontbereich eine eigenständige Gestaltung. Ab 1976 waren alle Gran Fury mit einzelnen Rundscheinwerfern vorn ausgestattet. Als Antriebsquellen kamen verschiedene Small-Block- und Big-Block-Achtzylindermotoren zum Einsatz; die Hubraumspanne reichte von  5,2 Liter bis 7,2 Litern. Die Leistung der Motoren variierte von Modelljahr zu Modelljahr; sie war vor allem abhängig von den Vorgaben der Emissionsschutzgesetze.
Der Plymouth Gran Fury war das preiswerteste Modell von Chryslers Full-Size-Modellen. Ein viertüriger Gran Fury mit Standardmotorisierung wurde im Modelljahr 1976 zu einem Preis von 4349 US-$ angeboten, das teuerste Modell der Baureihe war der Gran Fury Sport Suburban mit drei Sitzreihen, der 5761 US-$ kostete.
Die erste Gran-Fury-Generation erschien kurz nach Auftreten der ersten Ölpreiskrise. Die Autos wurden als falsche Fahrzeuge für diese Zeit angesehen. Dementsprechend verkauften sie sich schlecht. In drei Jahren entstanden, alle Varianten zusammengenommen, etwa 160.000 Exemplare.

## Gran Fury (1979–1981)
Die zweite Gran-Fury-Generation basiert auf Chryslers R-Plattform. Sie kam zum Modelljahr 1980 auf den Markt, ein Jahr nach den Schwestermodellen  und Chrysler Newport, Chrysler New Yorker und Dodge St. Regis. Eine Plymouth-Variante war anfänglich gar nicht vorgesehen gewesen; sie kam erst auf anhaltende Nachfrage von Flottenbetreibern wie Behörden und Autoverleihern auf den Markt, die den Bedarf für ein besonders preiswertes Einsteigermodell anmeldeten. Der neue Gran Fury war im Grunde ein schwach ausgestatteter Chrysler Newport; auch äußerlich gab es kaum Unterschiede zwischen beiden Typen.
Der Plymouth Gran Fury war ausschließlich als viertürige Limousine mit Stufenheck und fest stehender B-Säule erhältlich. Ein zweitüriges Coupé und einen großen Kombi, die noch bei den Vorgängern zur Modellpalette gehörten, gab es nicht mehr. Als Antrieb war serienmäßig ein Reihensechszylindermotor mit 3682 cm³ (224 cui) Hubraum vorgesehen, der in seiner Grundkonstruktion 1959 eingeführt worden war und inoffiziell Slant Six genannt wurde. Wahlweise und gegen Aufpreis gab es im Gran Fury in beiden Modelljahren eine 5210 cm³ (318 cui) große Ausführung des Small-Block-Achtzylinder-V-Motors aus Chryslers LA-Reihe, 1980 außerdem eine LA-Version mit 5898 cm³ (360 cui) Hubraum. Die Leistungsdaten der Motoren variieren in den einzelnen Modelljahren in Abhängigkeit von strenger werdenden Emissionsschutz- und Verbrauchsbestimmungen. Der Slant-Six-Motor leistete im Modelljahr 1981 nur noch 63 kW (86 PS). Damit war der Gran Fury in dieser Version eines der am schwächsten motorisierten Autos seines Jahrgangs und gilt als typisches Beispiel für die Fehlentwicklungen der Malaise Era.
Der Gran Fury war nur zwei Jahre lang im Programm. Seine Produktion fiel mit einer schweren wirtschaftlichen Krise des Chrysler-Konzerns zusammen. 1979 und 1980 stand Chrysler mehrfach am Rand der Zahlungsunfähigkeit und überlebte nur durch Kredite, die von Staatsbürgschaften abgesichert waren. Die anhaltenden Insolvenzgerüchte dieser Jahre beeinflussten die Nachfrage nach den großen Chrysler-Modellen wie dem Gran Fury nachteilig. In zwei Jahren produzierte Plymouth etwa 26.000 Gran Furys.

## Gran Fury (1982–1989)
Der dritte Gran Fury erschien zum Modelljahr 1982. Er war bis auf die Embleme und wenige Details völlig identische Parallelmodell des Dodge Diplomat.
Der Plymouth Gran Fury beruhte in dieser Version ebenso wie der Dodge und der zeitgleich angebotene Chrysler Fifth Avenue auf der M-Plattform, die 1977 eingeführt worden war und eine verlängerte Ausführung der F-Plattform (Dodge Aspen bzw. Plymouth Volare) war. Die M-Plattform war in den USA zunächst nur für die Mittelklasse-Modelle von Dodge (Diplomat) und Chrysler (LeBaron) verwendet worden; eine Plymouth-Version gab es auf dem US-amerikanischen Markt zunächst nicht. In Kanada dagegen war der M-Body bereits ab 1979 als Plymouth Caravelle verfügbar. Als Anfang der 1980er Jahre nach Streichung der Fullsize-Modelle (R-Body) und der Intermediate-Modelle (B-Body) die Fahrzeuge der M-Plattform zur größten Baureihe des Chrysler-Konzerns geworden waren, bestand nunmehr auch Bedarf nach einer preiswerten Ausführung neben den hochpreisigen Chrysler-Modellen und den im mittleren Segment angesiedelten Dodge-Versionen. Als Einsteiger-, Flotten- oder Behördenmodell wurde ab 1981 daher auch eine Plymouth-Version lanciert.
Stilistisch übernahm der Gran Fury die Frontpartie des Dodge Diplomat in ihrer zweiten, ab 1980 verwendeten Fassung. Während die Dodge-Front ab 1984 an die Frontpartie des Chrysler Fifth Avenue angepasst wurde und im Zuge dessen u. a. die über den Scheinwerfern angeordneten Blinker übernahm, behielt der Plymouth die ursprüngliche Gestaltung bis zu seinem Produktionsende bei.
Die Entwicklung ging mit dem Dodge Diplomat parallel. Bis einschließlich Modelljahr 1983 gab es wahlweise den bekannten 3,7 Liter-Reihensechszylinder oder den 5,2 Liter-V8, ab Modelljahr 1984 nur noch den letzteren. Mit an Bord war immer die TorqueFlite-Dreigangautomatik. Speziell für die Polizei gab es den Gran Fury auch mit einem 5,2 Liter-V8 mit Doppel-Registervergaser und 167, später 177 PS.
Der Gran Fury erfuhr, wie der Diplomat, bis 1989 nur minimale Detailänderungen.
Der Gran Fury der dritten Generation war kein erfolgreiches Modell. Von ihm entstanden in acht Jahren insgesamt rund 108.000 Stück. Sowohl der teure Chrysler Fifth Avenue als auch der Dodge Diplomat wurden deutlich häufiger verkauft.